# 名偵探柯南：100萬美元的五稜星
《名偵探柯南：100萬美元的五稜星》，是2024年4月12日上映的日本動畫電影，改編自日本漫畫家青山剛昌漫畫系列《名偵探柯南》的第27部劇場版，由永岡智佳執導，大倉崇裕編劇。

## 劇情
在北海道函館市的斧江財閥倉庫中，兩把與土方歲三有關的短刀被發預告的怪盜基德盜走，身為基德剋星的柯南伴隨毛利小五郎以及服部平次一同在場看守。平次決定藉此報之前的“一吻之仇”，追上基德並以劍術斬落其禮帽時，卻發現基德的面容與工藤新一長相一致。基德趁機搶跑其中一把短刀，而另一把則被平次奪回交給中森警官。隔天在舊函館區公會堂舉辦的劍道大會中，本要由平次與沖田總司參加比賽，但平次卻為了尋找能成功向和葉告白的絕佳景點而未能到場。身在比賽場館的柯南、和葉及沖田結識在現場表演居合術的大學生福城聖，和葉稱讚過他揮刀到位的“樋鳴”之聲。另外，大岡紅葉也伴隨管家伊織無我搭直升機來到函館尋找平次，並決定阻撓他的告白。
斧江財閥律師久垣澄人從杜拜回國後死在函館碼頭倉庫區，胸口被劃上十字刀痕，其攜帶的高爾夫球包也被搜刮一空。柯南和平次懷疑這起謀殺與基德盜取短刀存在關聯，推測高爾夫球包內曾裝有日本刀。北海道警察西村警部負責偵辦此案，其下屬川添善久刑警向參與辦案的柯南和平次透露，被盜的短刀疑似藏有斧江財閥創始人斧江圭三郎生前在函館某處藏匿的寶藏線索；由於圭三郎曾深度參與二戰時軍需工業，因此人們據傳寶藏可能是能夠「扭轉戰局的重要兵器」。覬覦圭三郎寶藏的日裔美籍軍火商布萊恩·D·門倉，當時已收到藏有斧江家寶藏之線索的六把短刀中的兩把。基德冒險盜走門倉的兩把刀，然而逃亡時被一名帶著黑色狐狸面具的神秘劍士襲擊，直到柯南和平次注意到基德行蹤而一路跟來，兩人聯手將神秘劍士擊退而使其撤退。
由於神秘劍士在基德衣服上留下十字刀痕，柯南和平次認定劍士就是殺害久垣的兇手，基德為了感謝二人而透漏自己這次偷盜目的，只是想確認「一名男子」曾試圖偷取但最終放棄的斧江家寶藏是何物，透漏必須找齊由東窪榮龍親手鍛造的六把短刀即能找到藏寶線索。而柯南與平次已找到四把，剩餘兩把刀則由函館高中教師、也是福城聖之父的福城良衛保管，基德則扮成沖田跟在柯南和平次身邊打探線索。一行人探訪福城父子時，得知良衛的曾祖父曾與圭三郎是深交，因此被圭三郎親手贈予兩把刀。良衛自願將兩把刀交給警方調查，但此時同樣在尋找寶藏的斧江拓三，遭遇疑似是門倉安排的蓄意車禍而受傷。拓三表示自己願意放棄寶藏、還將一張助於破解藏寶線索的文字表讓給警方。平次針對告白景點苦惱時，小蘭建議他選函館山，表示山上看到的夜景「價值一百萬美元」。
當一行人難以解讀文字表時，紅葉用視訊聯繫平次探知其下落，注意到文字表後認出其源自土方歲三的《豐玉發句集》中的俳句；加上基德看出六把刀上刻有的月亮圖案，眾人以此為突破口而破解藏寶地點在北海道東照宮。然而，拓三竊聽到破解出來的結果後立刻奔向東照宮奪寶，而門倉一方也緊隨在後。基德原本搶先一步奪得寶藏盒，卻發現盒子空空如也，甚至與柯南和平次、包括拓三以及門倉發展為激烈三方爭奪戰。門倉發現寶藏是空的後立即撤退，而手下全敗的拓三則迅速被逮捕。但西村警部突然在福城聖的刀鞘上找到久垣澄人的指紋而將其逮捕，對此疑惑的柯南和平次被東照宮的巫女吉永神子告知，盒內本裝有土方歲三使用過的星棱刀，但在幾年前就被偷走。靠神子保管的一張古畫，柯南和平次得知五稜郭在二戰時所發生的一次圍城火災與藏寶線索有關。
柯南和平次受扮成西村警部的基德協助，找到一封久垣生前寄給自己的信件，當中有兩張顯示二戰時手持星棱刀的斧江圭三郎、搭乘熱氣球飛至五稜郭中心瞭望的黑白照片。兩人本想找良衛問一些線索，然而發現家中的良衛已被門倉抓走，只找到良衛在榻榻米上用血畫下五角星作為訊息。這時，和葉來到警局幫忙澄清聖的清白，表示聖在案發早晨練習時、以及後來表演居合時兩次歸刀入鞘的樋鳴聲不符，由此推斷是有人掉包過聖的刀鞘進行犯案。審訊室中的聖同樣察覺到刀鞘被換過，看到被擄走的父親留給自己的五角星訊息後“裝作不知”。同一晚，門倉用狙擊槍打傷正要被押解出警局的拓三與中森警官，使兩人落下重傷但無大礙。門倉甚至以良衛的命威脅柯南一行人替他找出寶藏，而良衛也供述自己打算按照曾與己結伴的圭三郎之子忠之的委託，將作為某種可怕兵器的寶藏摧毀。
由於門倉已在函館各處安置多數炸彈，迫使警方爭分奪秒尋找寶藏，住院恢復意識的中森警官傳達拓三昏倒前的話：町田正德的日記。由於圭三郎所收藏的日記真品已“下落不明”，柯南緊急聯繫找到日記複印件的園子，靠內容得知町田正德當年將星棱刀獻給土方歲三，直到土方短暫使用星棱刀殺死數名闖門襲擊的新政府官兵後，以自己有「兼定」為由而歸還。與此同時，阿笠博士與少年偵探團受柯南傳喚來到函館，而偵探團在車站蓋的印章讓柯南與平次靈機一動破解線索，平次同時聯繫和葉當晚在函館山等他。交易時，柯南與平次靠空中搭乘博士熱氣球的偵探團協助，在門倉面前模擬圭三郎於戰時搭乘熱氣球升空的真正目的，是為了靠星棱刀確定高度來決定出理想的藏寶地點，靠偵探團做出的星棱刀模型、在空中將護手的五角星與五棱郭形狀重合，指向與當時高度唯一一致的函館山。
達成目的的門倉決定引爆所有炸彈再趁火打劫，然而基德、沖田、包括鬼丸猛及時趕來擊敗門倉的所有部下，迫使門倉劫走良衛全速奔向藏寶地，而柯南迅速獲取偵探團帶來的滑板緊跟在後。這時，逃離警局的福城聖服從父親指示，駕駛一架滿載火藥的小型飛機駛向函館山，準備靠同歸於盡的方式摧毀寶藏，以此紀念自己死於戰爭前線的醫生母親。但平次靠在聖的摩托上裝的發信器一路找來，甚至爬上飛機試圖全力阻止他的錯誤執念。另一邊，柯南靠空中直升機上的紅葉拋擲閃光彈的掩護，勉強用滑板走函館山纜車的纜線繞到前方並使門倉撞車。良衛趁機脫身擊倒門倉，所展現的十字刀法證實他就是殺害久垣的劍士，並向柯南承認自己為了在有生之年找到寶藏，誘使拓三與門倉進行寶藏爭奪再讓他們玉石俱焚。陷害兒子聖也是為了保護他，並將自己未能完成的“意志”託付給聖。
平次刀戰時不慎從飛機上跌落，但基德飛過來伸出援手而將平次放回飛機上，使他們之間的恩怨一筆勾銷。平次迅速擊昏聖後及時帶著他跳傘逃生，飛機則失控墜毀在函館山上造成不小爆炸，所幸沒有造成任何傷亡。賊心不死的門倉剛要向柯南與良衛開槍，卻被及時趕來的川添刑警一槍擊中手臂而逮捕歸案。而柯南、基德與良衛進入寶藏庫內發現該地實為二戰時遺留的軍事設施，所謂能扭轉戰局的寶藏也只是戰時曾立過功、如今卻失去用處的改良式密碼機，是圭三郎為了防止日本戰敗後被別國沒收才藏匿於此。得知真相的良衛懊悔自己拉著兒子一同自取滅亡的錯誤行徑，最後選擇面對法律制裁。基德同時在寶藏庫中找到自己父親黑羽盜一找到這裡時留下的手套、與一張寫著「莫要無事生非」的卡片，從而瞭解父親放棄偷走寶物的真正原因與用意而釋懷。
完成使命的平次也準備好與和葉告白，然而因為一顆從紅葉的私人直升機上不慎掉落下來的閃光彈，導致和葉在關鍵時刻暫時耳鳴，完全沒聽見平次的告白話語而淪為一場空。另一方面，有希子首次得知優作其實有一個隨著父母離異而分離20年的雙胞胎哥哥，但表示他們仍保持多年聯繫，並表示有希子早已見過他一次，還將實為偷來的星棱刀真品當作禮物送給優作以慶祝他獲得學院獎。話音剛落，優作收到身為自己哥哥的黑羽盜一發來的簡訊並立即回復，而盜一本人在此案中假扮成川添刑警指導柯南一行人破案，藉此默默守護自己的兒子與“姪子”。

## 登場角色

### 原作角色
| 角色                   | 配音員               | 配音員               | 配音員               | 配音員               | 簡介 |
| 角色                   | 日本                 | 臺灣                 | 香港                 | 中国大陆             | 簡介 |
| 主要人物（關鍵人物）   | 主要人物（關鍵人物） | 主要人物（關鍵人物） | 主要人物（關鍵人物） | 主要人物（關鍵人物） | 主要人物（關鍵人物） |
| ---------------------- | -------------------- | -------------------- | -------------------- | -------------------- | --- |
| 江戶川柯南             | 高山南               | 曾允凡               | 吳梅                 | 李世荣               | 本作品男主角，原高中生名偵探工藤新一，被黑暗組織的成員琴酒灌下毒藥而縮小變成孩童的模樣，後化名為江戶川柯南，寄住在毛利家中並暗中調查黑暗組織並且找尋解藥。 |
| 工藤新一               | 山口勝平             | 劉傑                 | 張預東               | 张杰                 | 本作品男主角，原高中生名偵探工藤新一，被黑暗組織的成員琴酒灌下毒藥而縮小變成孩童的模樣，後化名為江戶川柯南，寄住在毛利家中並暗中調查黑暗組織並且找尋解藥。 |
| 怪盜基德／黑羽快斗     | 山口勝平             | 賴緯                 | 張預東               | 张杰                 | 二代怪盜基德。隐藏身份是國際通緝犯第1412号，真實身分是江古田高中的学生。神出鬼沒的盜賊，擅長使用魔術技法，主要道具是撲克牌槍。舉止優雅、極其紳士，但有時也會露出調皮的一面。與柯南的關係既是對手又是合作者。 《神偷怪盜》主角，於《名偵探柯南》中客串出場。                   |
| 服部平次               | 堀川亮               | 曹冀魯               |                      | 赵毅                 | 知名的關西高中生偵探，與和葉互相暗戀，和新一是好友，為劍道高手，說話時帶有濃厚關西腔。 |
| 遠山和葉               | 宮村優子             | 曾允凡               |                      | 沈念如               | 平次的青梅竹馬，與平次互相暗戀，和小蘭是好友，為合氣道高手。 |
| 大冈红叶               | 雪野五月             | 楊凱凱               |                      | 巩大方               | 京都泉心高中的学生，冲田的同学，喜歡平次。 |
| 伊織無我               | 小野大輔             | 吳文民               | 蘇強文               | 彭尧                 | 紅葉的隨身保鏢，曾為公安警察。 |
| 沖田總司               | 游佐浩二             | 吳文民               |                      | 陈家恒               | 京都泉心高中的学生，平次在剑道方面的劲敌。 《城市風雲兒》配角，於《名偵探柯南》中客串出場。 |
| 《名偵探柯南》其他角色 |                      |                      |                      |                      | |
| 毛利蘭                 | 山崎和佳奈           | 魏晶琦               | 李詩婷               | 季冠霖               | 新一的青梅竹馬兼女朋友，運動神經發達，擅長空手道，曾獲得全國高中空手道關東大賽的冠軍。 |
| 毛利小五郎             | 小山力也             | 曹冀魯               | 陳欣                 | 张遥函               | 小蘭的父親，英理的丈夫，私家偵探，外號沉睡小五郎，原刑警，辭職後在家開設毛利偵探事務所。 |
| 阿笠博士               | 緒方賢一             | 吳文民               | 陳永信               | 郭政建               | 工藤家的鄰居兼好友，科學家兼發明家，會發明出一些道具讓柯南在案件中使用，在灰原哀逃離黑暗組織後收留她。 |
| 灰原哀                 | 林原惠               | 魏晶琦               | 陳子瑩               | 阎萌萌               | 柯南的搭檔兼好友，本名宮野志保，原黑暗組織科學家雪莉。為了脫離組織決定吃下毒藥自盡卻讓自己縮小成孩童的模樣，逃離組織不久就寄住在阿笠家中並化名灰原哀。 |
| 吉田步美               | 岩居由希子           | 楊凱凱               |                      | 山新                 | 三人為帝丹小學一年級生，後來與轉學生柯南和灰原一同組成少年偵探團。 |
| 小嶋元太               | 高木涉               | 劉傑                 | 黃尉斯               | 张磊                 | 三人為帝丹小學一年級生，後來與轉學生柯南和灰原一同組成少年偵探團。 |
| 圓谷光彦               | 大谷育江             | 魏晶琦               |                      | 刘校妤               | 三人為帝丹小學一年級生，後來與轉學生柯南和灰原一同組成少年偵探團。 |
| 鈴木園子               | 松井菜櫻子           | 楊凱凱               |                      | 佟心竹               | 小蘭的好友兼同學，鈴木財團的二千金，時常邀請毛利家參加各式的宴會活動，與京極真是戀人關係。 |
| 工藤優作               | 田中秀幸             | 吳文民               |                      | 张震                 | 新一的父親，有希子的丈夫。世界知名的推理小說作家。與第一代怪盜基德（黑羽盜一）為對手。優作曾多次協助警方緝捕化身为初代基德的盗一但失敗，而「基德」這個名字正是來自優作。 於本作揭曉盗一和優作是雙胞胎兄弟，同时优作也是除了黑羽千影（幻影女郎）之外第二个知道盗一还活着的人。 |
| 工藤有希子             | 島本須美             | 楊凱凱               |                      | 张喆                 | 新一的母親，優作的妻子，人稱「暗夜男爵夫人」。天才女演員，曾經紅極一時、風靡全球的銀幕巨星，在20歲與優作結婚後便宣佈退出影壇，但至今都粉絲無數。曾向黑羽盜一拜師學習易容術，也是尊敬的對象。                                                                                  |
| 西村京兵               | 花田光               | 劉傑                 |                      | 范哲琛               | 北海道警察搜查一課警部。 於原作《上野出發的北斗星3號》中登場。 |
| 《神偷怪盜》其他角色   |                      |                      |                      |                      | |
| 中森銀三               | 石井康嗣             | 劉傑                 | 陳永信               | 赵铭洲               | 警視廳搜查二課警部，中森青子的父親。從黑羽盜一的時代就已經在追捕怪盜基德，已追捕了怪盜基德二十多年，但是一直以失败告终。 《神偷怪盜》主要配角，於《名偵探柯南》中客串出場。                                                                                                   |
| 中森青子               | M·A·O                | 楊凱凱               |                      | 童童                 | 黑羽快斗的青梅竹馬同學，中森銀三的獨生女，善良活潑的女高中生。因為怪盜基德總是把自己的父親耍得團團轉，所以非常討厭怪盜基德。 《神偷怪盜》女主角，於《名偵探柯南》中客串出場。                                                                                                 |
| 怪盗黑鸦／黑羽盜一     | 池田秀一             | 吳文民               |                      | 张震                 | 初代怪盜基德。快斗的父親，公開身份為巡迴世界各地表演的世界級天才魔術師，在8年前表演魔術時被人暗殺並偽裝成意外，从台前进入了幕后并以怪盗黒鸦的身份暗中活跃着。 《神偷怪盜》主要配角，於《名偵探柯南》中客串出場。                                                              |
| 《城市風雲兒》其他角色 |                      |                      |                      |                      | |
| 鬼丸猛                 | 津田健次郎           | 劉傑                 |                      | 郭浩然               | 沖田總司劍道大賽上的對手，本作被冲田請来帮助服部打擊犯罪分子，並暗示鬼丸猛疑似為土方歲三的後代，他們倆人的動畫配音員也安排同一人配音。 《城市風雲兒》配角，於《名偵探柯南》中客串出場。                                                                                       |

### 本作角色
| 角色          | 配音員                                 | 配音員                  | 配音員     | 配音員     | 簡介 |
| 角色          | 日本                                   | 臺灣                    | 香港       | 中国大陆   | 簡介 |
| 北海道警察    | 北海道警察                             | 北海道警察              | 北海道警察 | 北海道警察 | 北海道警察 |
| ------------- | -------------------------------------- | ----------------------- | ---------- | ---------- | --- |
| 川添善久      | 大泉洋                                 | 于正昇                  |            | 郝祥海     | 北海道警察搜查一課刑警，西村警部的部下。 本片的川添善久為黑羽盜一所裝扮的，真正的川添被盜一騙去抽獎旅行。                          |
| 福城家        |                                        |                         |            |            | |
| 福城聖        | 松岡禎丞                               | 李世揚                  |            | 马正阳     | 大學生，居合道大師，在劍道大會場上遇見和葉並一見鍾情，從她身上看到自己已故母親的影子，並視服部平次為情敵。                         |
| 福城良衛      | 菅生隆之                               | 于正昇                  | 陳永信     | 叶保华     | 福城聖的父親，前高中教師，患有重病而在家休養，但劍術造詣深厚。                                                                     |
| 斧江財閥      |                                        |                         |            |            | |
| 斧江拓三      | 中博史                                 | 吳文民                  | 蘇強文     | 林强       | 斧江財閥現任家主，收藏不少與土方歲三有關的歷史物品，因而收到基德的預告信。背地裡因為事業經營不順，打算找到祖父遺留的寶藏藉此翻盤。 |
| 斧江忠之      | 中博史                                 | 劉傑                    |            |            | 斧江拓三之父，斧江財閥上一任家主，因為腿腳不便而必須靠拐杖行走，已於一年前病逝。                                                   |
| 久垣澄人      | 不適用                                 | 賴緯                    |            |            | 斧江財閥顧問律師，因為協助拓三找到破解寶藏線索的兩把短刀，從杜拜回日本後就遭到神秘人物殺害。                                       |
| 門倉一夥      |                                        |                         |            |            | |
| 布萊恩·D·門倉 | 銀河萬丈朱利安·麥法蘭 （英文台詞替聲） | 符爽                    |            | 李楠       | 日裔美籍軍火商，通稱「死亡商人」，以經營慈善事業的幌子販賣軍火謀利，不擇手段打算找到斧江圭三郎遺留的寶藏。                         |
| 納喬·貝爾加   | 武田幸史                               | 吳文民                  |            | 关帅       | 門倉的部下，被他收留並養大的孤兒之一。                                                                                             |
| 爆炸頭        | 宮本崇弘                               | 賴緯                    |            | 乔木心     | 門倉的部下，被他收留並養大的孤兒之一。                                                                                             |
| 北海道東照宮  |                                        |                         |            |            | |
| 吉永神子      | 高野麻里佳                             | 魏晶琦                  |            | 张雨曦     | 北海道東照宮巫女，知曉關於失竊的「星棱刀」的情報。                                                                                 |
| 歷史人物      |                                        |                         |            |            | |
| 土方歲三      | 津田健次郎                             | 劉傑                    |            | 郭浩然     | 真實歷史人物，新選組副長，幕末時期獲得一把有星形護手的「星棱刀」。                                                                 |
| 町田正德      | 金光宣明                               | 曹冀魯                  |            | 陈喆       | 歷史中在函館的宅邸向土方贈送星棱刀的海鮮批發商，後來將這段經歷寫成日記流傳下去。                                                   |
| 其他配角      |                                        |                         |            |            | |
| 警察          | 中村光樹                               | 李世揚 符爽 于正昇 賴緯 |            |            | |
| 護士          | 半場友惠 須藤沙織                      | 錢欣郁 魏晶琦           |            |            | |
| 配送員        | 山口龍之介                             | 李世揚                  |            |            | 怪盜基德的潛入斧江財閥的偽裝，假名為「加鳥羽郁郎」。                                                                               |
| 接待員        | 山口茜                                 | 錢欣郁                  |            |            | 劍道大賽的接待員。 |
| 交易對象      | 羅伯特·斯賓塞                          | 李世揚                  |            |            | 與門倉進行寶藏交易的對象。 |
| 男孩          | 泉沙和香                               | 錢欣郁                  |            |            | |

## 製作

### 製作人員
- 原作：青山剛昌
- 监督：永岡智佳
- 脚本：大倉崇裕（日语：大倉崇裕）
- 角色设定、总作画监督：须藤昌朋
- 音乐：菅野祐悟
- 色彩設計：西香代子
- 美术监督：福岛孝喜、柏村明香
- 美術監修：石垣努、佐藤勝
- 美術設定：寺岡巌
- 動畫製作：TMS／第一工作室
- 製作：名偵探柯南製作委員會
  - 小學館
  - 讀賣電視台
  - 日本電視台
  - ShoPro
  - 東寶
  - TMS娛樂
- 發行：東寶

## 音乐

### 主题曲
| 類別   | 曲名     | 作詞 | 作曲 | 演唱 |
| ------ | -------- | ---- | ---- | ---- |
| 主題曲 | 相思相愛 | aiko | aiko | aiko |

### 原聲帶

#### 歌曲
| 曲序 | 曲目                                                                       | 时长 |
| ---- | -------------------------------------------------------------------------- | ---- |
| 1.   | プロローグ ～五稜星～                                                      | 1:35 |
| 2.   | 脇差                                                                       | 1:28 |
| 3.   | 時間のトリック                                                             | 1:06 |
| 4.   | 華麗なるサーカス ～怪盗キッド登場～                                        | 1:21 |
| 5.   | 因縁のバトル                                                               | 0:43 |
| 6.   | 名探偵コナンメインテーマ (100万ドルの五稜星ヴァージョン)                   | 1:59 |
| 7.   | 樋鳴りのしらべ                                                             | 0:50 |
| 8.   | 演武                                                                       | 0:21 |
| 9.   | 若葉の芽生え                                                               | 1:07 |
| 10.  | 紅葉と伊織 ～作戦会議～                                                    | 0:53 |
| 11.  | 物々しい事件現場                                                           | 0:45 |
| 12.  | ワケアリな傷跡                                                             | 1:31 |
| 13.  | 死の商人                                                                   | 1:36 |
| 14.  | 闇に消えたお宝                                                             | 2:36 |
| 15.  | 狐の仮面                                                                   | 1:51 |
| 16.  | 好奇心の理由                                                               | 2:34 |
| 17.  | 奇遇と思惑                                                                 | 1:14 |
| 18.  | 水と油の出会い                                                             | 0:51 |
| 19.  | 太刀合いの見返り                                                           | 0:56 |
| 20.  | 刀と赤い星                                                                 | 1:25 |
| 21.  | 虚実の証言                                                                 | 1:08 |
| 22.  | 恋のアドバイス                                                             | 1:12 |
| 23.  | 目釘の謎                                                                   | 2:24 |
| 24.  | 月夜の句                                                                   | 0:48 |
| 25.  | 暗号の謎                                                                   | 2:04 |
| 26.  | 利用された推理                                                             | 0:45 |
| 27.  | 怪しい小五郎                                                               | 1:09 |
| 28.  | 逃走劇 ～追い詰める悪党達～                                                | 3:02 |
| 29.  | 意外な容疑者                                                               | 0:50 |
| 30.  | 巫女の証言                                                                 | 2:06 |
| 31.  | 紅葉と伊織 ～明日はXデー～                                                 | 0:58 |
| 32.  | 荷物の中身                                                                 | 1:11 |
| 33.  | 違和感とメッセージ                                                         | 1:03 |
| 34.  | 和葉の記憶                                                                 | 1:08 |
| 35.  | 代償と言伝                                                                 | 2:23 |
| 36.  | 博士のクイズ ～函館編～                                                    | 0:38 |
| 37.  | 交換条件                                                                   | 0:41 |
| 38.  | 託された約束 / 非道な手段                                                  | 1:54 |
| 39.  | 安堵と焦燥                                                                 | 0:50 |
| 40.  | 意思の継承                                                                 | 0:57 |
| 41.  | 消えた日記                                                                 | 1:05 |
| 42.  | 卸問屋の回顧録                                                             | 0:57 |
| 43.  | それぞれの決意                                                             | 1:41 |
| 44.  | 解けゆく隠し場所の謎                                                       | 3:24 |
| 45.  | いざ最終決戦へ                                                             | 0:35 |
| 46.  | 決死の追跡                                                                 | 3:55 |
| 47.  | 語られる真相と約束の行方                                                   | 2:21 |
| 48.  | 平次、絶体絶命 ～空の千両役者たち～                                        | 2:47 |
| 49.  | 悲しき宝の正体                                                             | 1:44 |
| 50.  | 2人だけのnight view                                                        | 1:31 |
| 51.  | エピローグ ～This is destiny～                                             | 2:10 |
| 52.  | キミがいれば (100万ドルの五稜星サントラヴァージョン) (Special Bonus Track) | 3:12 |

## 宣傳與推廣

由原作者青山剛昌手繪的海報。

2023年4月14日，《名偵探柯南：黑鐵的魚影》放映結束後出現服部平次的台詞「我不會原諒你！怪盜基德」以及江戶川柯南的台詞「那個......不是Kiss」的製作預告，故事舞台為北海道函館市，並定檔於2024年黃金週。
9月18日，原作者青山剛昌透過任天堂發行的《集合啦！動物森友會》公開本作劇場版的片名格式為。9月30日，公開超特報影片。
11月29日，《週刊少年Sunday》2024年第1號中，正式發表本作的標題為《名偵探柯南：100萬美元的五稜星》（名探偵コナン 100万ドルの五稜星）。其中的「五稜星」採用特殊讀法，讀作，即「路標」，這也是劇場版系列電影中首次使用平假名作為特殊讀法。另外附上作品介紹以及青山剛昌的手繪海報，並正式定檔2024年4月12日在日本上映。11月30日，公開30秒特報影片，並同時於官網更新了劇情梗概和每部慣例的謎題。
12月26日，公開60秒預告片及一張「十文字視覺海報」。
2024年1月24日，公佈北海道出身的男演員、主持大泉洋擔任本作嘉賓聲優，為本作中的原創角色、北海道警搜查一課刑警「川添善久」配音。

## 總集篇
《名偵探柯南 vs. 怪盜基德》（名探偵コナン vs. 怪盗キッド），是《名偵探柯南》電視動畫總集篇，故事改編單元《柯南VS怪盜基德》、《工藤新一VS怪盜基德》、《怪盜基德令人驚異的空中漫步》等劇情，於2024年1月5日在日本上映。
台灣、香港、澳門由曼迪傳播代理並於2024年3月29日上映日文版，台灣於4月12日加碼上映中文配音版。

### 登場角色
| 角色                                   | 配音員     | 配音員   | 備註     |
| 角色                                   | 日本       | 臺灣     | 備註     |
| 常駐角色                               | 常駐角色   | 常駐角色 | 常駐角色 |
| -------------------------------------- | ---------- | -------- | -------- |
| 江戶川柯南                             | 高山南     | 曾允凡   |          |
| 黑羽快斗／怪盜基德                     | 山口勝平   | 曹冀魯   |          |
| 黑羽快斗／怪盜基德                     | 山口勝平   | 曾允凡   | 幼年時期 |
| 毛利小五郎                             | 神谷明     | 曹冀魯   |          |
| 毛利蘭                                 | 山崎和佳奈 | 魏晶琦   |          |
| 鈴木園子                               | 松井菜櫻子 | 楊凱凱   |          |
| 阿笠博士                               | 緒方賢一   | 吳文民   |          |
| 中森銀三                               | 石塚運昇   | 劉傑     |          |
| 目暮十三                               | 茶風林     | 吳文民   |          |
| 工藤新一                               | 山口勝平   | 劉傑     |          |
| 中森青子                               | 高山南     | 楊凱凱   |          |
| 小泉紅子                               | 林原惠     | 魏晶琦   |          |
| 桃井惠子                               | 岩井由希子 | 曾允凡   |          |
| 寺井黃之助                             | 肝付兼太   | 吳文民   |          |
| 鈴木次郎吉                             | 永井一郎   | 吳文民   |          |
| 黑羽盜一                               | 池田秀一   | 吳文民   |          |
| 工藤優作                               | 田中秀幸   | 吳文民   |          |
| 工藤有希子                             | 島本須美   | 楊凱凱   |          |
| 其他角色《工藤新一VS怪盜基德》         |            |          |          |
| 寶田太                                 | 青森伸     | 林谷珍   |          |
| 細川筋男                               | 鈴木勝美   | 吳文民   |          |
| 泉水陽一                               | 室園丈裕   | 林谷珍   |          |
| 刑事A(紺野)                            | 中村大樹   | 江志倫   |          |
| 刑事B                                  | 菅原淳一   | 曹冀魯   |          |
| 刑事C                                  | 山野井仁   | 吳文民   |          |
| 刑事D                                  | 小上裕通   | 江志倫   |          |
| 中村警官                               | 小西克幸   | 江志倫   |          |
| 川田警官                               | 長嶝高士   | 林谷珍   |          |
| 其他角色《怪盜基德令人驚異的空中漫步》 |            |          |          |
| 刑事(紺野)                             | 千葉一伸   | 江志倫   |          |
| 警官                                   | 中田雅之   | 林谷珍   |          |
| 隊員                                   | 野島健兒   | 曹冀魯   |          |
| 主播                                   | 目黑光祐   | 江志倫   |          |
| 執事                                   | 伊藤和晃   | 江志倫   |          |
| 工作人員A                              | 水内清光   | 林谷珍   |          |
| 工作人員B                              | 河相智哉   | 江志倫   |          |
| 工作人員C                              | 平井啓二   | 曹冀魯   |          |
| 直升機飛行員A                          | 秋元羊介   | 林谷珍   |          |
| 直升機飛行員B                          | 向清太朗   | 江志倫   |          |
| 警衛                                   | 木村卓寛   | 劉傑     |          |
| 女性                                   | 丸田麻里   | 曾允凡   |          |
| 廣告女聲                               | 清水香里   | 錢欣郁   |          |

### 製作人員
- 原作：青山剛昌
- 劇本、構成：宮下隼一（日语：宮下隼一）
- 音樂：大野克夫
- 主題曲：WANDS〈大膽〉（D-GO）
- 製作：TMS娛樂、讀賣電視台、小學館
- 發行：東寶

## 票房
| 上一届： 《怪屋谜案》 | 2024年日本週末票房冠軍 第15-20週 | 下一届： 《归来的玩命警探》 |

## 外部連結
- 官方网站 （日語）
- 互联网电影数据库（IMDb）上《名偵探柯南：100萬美元的五稜星》的资料（英文）
- 爛番茄上《名偵探柯南：100萬美元的五稜星》的資料（英文）
- 開眼電影網上《名偵探柯南：100萬美元的五稜星》的資料（繁體中文）
- 豆瓣电影上《名偵探柯南：100萬美元的五稜星》的資料 （简体中文）
- 互联网电影数据库（IMDb）上《名偵探柯南 vs. 怪盜基德》的资料（英文）
- 開眼電影網上《名偵探柯南 vs. 怪盜基德》的資料（繁體中文）
- 豆瓣电影上《名偵探柯南 vs. 怪盜基德》的資料 （简体中文）